# BioRxiv
bioRxiv (prononciation : « bio-archive ») est une archive de dépôt de  préprints consacrée aux sciences biologiques, cofondée par John Inglis et Richard Sever en novembre 2013,. Elle est hébergée par le Cold Spring Harbor Laboratory (CSHL).
En tant que préprints, les documents hébergés sur bioRxiv n'ont pas toujours été revus par des pairs, mais leur nature de publication scientifique a été vérifiée ainsi que l'absence de plagiat. Les lecteurs peuvent commenter les documents archivés. Elle a été inspirée par le service fourni dans les domaines de la physique et des mathématiques par ArXiv, lancé en 1991 par Paul Ginsparg (également membre du conseil de bioRxiv). BioRxiv a reçu en avril 2017 le soutien financier de l'Initiative Chan Zuckerberg,,.

## Histoire
Avant la mise en place de bioRxiv, les biologistes étaient divisés sur l'opportunité de la mise en place d'une archive de preprints dédiée. Certains craignaient de se voir « doublés » par leurs compétiteurs et de perdre l'antécédence de leur découverte. 
Cependant, certains généticiens avaient déjà pris l'habitude de déposer des manuscrits dans la section « biologie quantitative » de arXiv (lancée en 2003) et n'avaient plus ces préoccupations, puisqu'au contraire ils constataient que les préprints, chronoréférencés, pouvaient appuyer leurs allégations de découverte.
En conséquence de la popularité croissante de bioRxiv, plusieurs revues de biologie ont mis à jour leurs politiques sur des preprints, indiquant qu'ils ne les considèrent plus comme une publication dupliquée comme c'était parfois le cas depuis les années 1960.
L'usage des préprints en biologie est activement promu par le mouvement ASAPBio auprès de tous les maillons de la chaine : institutions, agences de financement et d'évaluation, revues scientifiques, auteurs, etc.

## Taux de dépôt
Selon Jocelyn Kaiser, du magazine Science, dans sa première année, l'archive a « attiré un flux modeste mais croissant de documents », avec 824 préprints.
En février 2016, le taux de dépôt à bioRxiv a augmenté de façon constante à partir de ~60 ~200 par mois, avec un total de 3100 documents reçus. Au 21 avril 2017, plus de 10 000 articles avaient été acceptés au total. 
En 2017, le nombre mensuel de dépôts a dépassé 810 en mars et 1 000 en juillet. En mars 2018, ce chiffre a frôlé les 1 500. En décembre 2019, 2 637 preprints ont été déposés dans bioRxiv. 

## COVID-19
Début 2020, bioRxiv a joué un rôle important dans la diffusion rapide de la connaissance concernant la pandémie de COVID-19 causée par le coronavirus SARS-CoV-2, en rassemblant sur une même plate-forme dédiée les preprints déposés dans les archives bioRxiv et medRxiv (mais pas ceux d'autres archives telles que ArXiv). Le premier preprint a été déposé dans bioRxiv le 19 janvier 2020, moins de trois semaines après la déclaration officielle des premiers cas par la préfecture de Wuhan, en Chine; le 31 mars, le 1000e preprint concernant la COVID-19 via medRxiv apparaissait sur cette plate-forme.  
Malgré ce rôle important pour diffuser des informations rapidement auprès de spécialistes à même de porter un regard expert sur les contenus, les preprints n'étant pas validés par les pairs, des voix se sont élevées concernant la fiabilité des informations postées de cette façon.  

## Disciplines scientifiques
bioRxiv accepte les préprints dans les disciplines suivantes, couvrant toutes les sciences de la vie :
- Comportement animal et intelligence animale
- Biochimie
- Génie biologique
- Bioinformatique
- Biophysique
- Cancérologie
- Biologie cellulaire
- Essais cliniques
- Biologie du développement
- Écologie
- Epidémiologie
- Biologie évolutive
- Génétique
- Génomique
- Immunologie
- Microbiologie
- Biologie moléculaire
- Neurosciences
- Paléontologie
- Pathologie
- Pharmacologie et toxicologie
- Physiologie
- Biologie végétale
- Communication scientifique et éducation scientifique
- Biologie de synthèse
- Biologie des systèmes
- Zoologie

## Lien de bioRxiv vers les revues
Le lien de bioRxiv vers les revues (bioRxiv to Journals, B2J) permet aux auteurs de soumettre leur manuscrit directement à une revue scientifique à partir de bioRxiv. Les revues qui participent actuellement à B2J sont :
- Acta Crystallographica Section D
- American Journal of Human Genetics
- Antimicrobial Agents and Chemotherapy
- Applied and Environmental Microbiology
- Biochemical Journal
- Biology Open
- Biophysical Journal
- Bioscience Reports
- BMC Biology
- BMJ Open Science
- Brain Topography
- Bulletin of Mathematical Biology
- Cell Reports
- Clinical and Vaccine Immunology
- Clinical Science
- Development
- Disease Models and Mechanisms
- Drug Metabolism and Disposition
- eLife
- The EMBO Journal
- EMBO Molecular Medicine
- EMBO Reports
- Endocrinology
- eNeuro
- Environmental Health Perspectives
- Experimental Brain Research
- Experimental Physiology
- F1000Research
- FASEB BioAdvances
- The FASEB Journal
- G3: Genes, Genomes, Genetics
- Genetics
- Genome Biology
- Genome Research
- GigaScience
- Genome Biology
- Hormones and Cancer
- Infection and Immunity
- Invertebrate Neuroscience
- JCI Insight
- Journal of Bacteriology
- Journal of Biological Chemistry
- Journal of Cell Biology
- Journal of Cell Science
- Journal of Clinical Endocrinology and Metabolism
- Journal of Clinical Investigation
- Journal of Clinical Microbiology
- Journal of the Endocrine Society
- Journal of Experimental Biology
- Journal of Experimental Botany
- The Journal of Experimental Medicine
- The Journal of General Physiology
- Journal of General Virology
- The Journal of Immunology
- Journal of Lipid Research
- Journal of Mammary Gland Biology and Neoplasia
- Journal of Medical Microbiology
- Journal of Molecular Evolution
- Journal of Neurophysiology
- The Journal of Neuroscience
- Journal of Pharmacology and Experimental Therapeutics
- The Journal of Physiology
- Journal of Virology
- Learning & Memory
- Life Science Alliance
- mBio
- Medicinal Chemistry Research
- Microbial Genomics
- Microbiology
- Microbiology Resource Announcements
- Molecular and Cellular Biology
- Molecular and Cellular Proteomics
- Molecular Biology of the Cell
- Molecular Pharmacology
- Molecular Systems Biology
- Molecular Vision
- mSphere
- mSystems
- Neuronal Signaling
- Oecologia
- PeerJ
- Pharmaceutical Research
- Photosynthesis Research
- The Plant Cell
- Plant Cell, Tissue and Organ Culture
- Plant Direct
- Plant Molecular Biology
- Plant Physiology
- PLOS Computational Biology
- PLOS Genetics
- PLOS Medicine
- PLOS Neglected Tropical Diseases
- PLOS One
- PLOS Pathogens
- PNAS
- RNA (en)
- Science
- Science Advances
- Science Immunology
- Science Signaling
- Science Translational Medicine
- Theoretical Applied Genetics